# 水野 (狭山市)
水野（みずの）は、埼玉県狭山市の大字。郵便番号は350-1317。

## 地理
入曽駅の南側に位置する。地区内には「逃水」という珍しい小字があり、大字水野の公示地価の地点となっている。逃水の由来は自然現象の逃げ水であり、周辺に川などが無い地域で、旅人が坂道で逃げ水を目撃したことからこの名称となったとされる。

### 地価
住宅地の地価は、2022年の公示地価によれば、大字水野字月見野545番地33外の地点で10万8000円/m2となっている。

## 交通

### 鉄道
- 西武新宿線
  - 入曽駅のホームは水野に位置するが、駅住所は南入曽である。

## 施設
- 狭山市立南小学校
- 狭山入曽郵便局
- 狭山体育園
- 狭山市立水野保育所
- あきくさ保育園
- 若葉台児童交通公園
- 埼玉西部消防組合 狭山消防署水野分署
- 新所沢フラワーヒル（一部）